# Volverás
"Volverás" é uma canção do cantor porto-riquenho Ricky Martin, lançada como sétimo single oficial de seu terceiro álbum de estúdio, A Medio Vivir (1995). A canção teve lançamento oficial como single em 30 de dezembro de 1996, somente em territórios latinos.

## Vídeo musical
O vídeo musical para a canção foi gravado em dezembro de 1996, na cidade de Nova York.

## Lista de faixas
US/Latin American promotional CD single
1. "Volverás" – 4:53

## Posições nas paradas musicais
| Lista (1997)                     | Melhor posição |
| -------------------------------- | -------------- |
| U.S. Billboard Hot Latin Tracks  | 6              |
| U.S. Billboard Latin Pop Airplay | 2              |
| U.S. Billboard Tropical Songs    | 17             |
| Lista (1997)                     | Melhor posição |
| French Singles Chart             | 48             |

### Paradas de fim-de-ano
| Lista (1997)                   | Posição |
| ------------------------------ | ------- |
| U.S. Billboard Hot Latin Songs | 33      |
| U.S. Billboard Latin Pop Songs | 10      |

## References
1. 1 2  Volverás - Ricky Martin. Retrieved January 24, 2011.
2. ↑  Billboard Singles. Retrieved January 24, 2011.
3. ↑  Ricky Martin - Volverás (song). Retrieved January 24, 2011.
4. 1 2  «The Year in Music 1997». Billboard. Nielsen Business Media, Inc. 27 de dezembro de 1997. Consultado em 19 de abril de 2011